# Ярвисте, Михкель
Михкель Ярвисте (эст. Mihkel Järviste; 28 мая 2000, Тарту) — эстонский футболист, опорный полузащитник.

## Биография
Начал заниматься футболом с пяти лет, воспитанник клуба «Таммека» из своего родного города. С 2017 года стал играть на взрослом уровне за вторую и первую команду «Таммеки». Дебютный матч в высшей лиге Эстонии сыграл 6 мая 2017 года против «Нымме Калью». Первый гол в чемпионате забил 4 августа 2017 года в ворота «Калева Силламяэ». Со своим клубом стал финалистом Кубка Эстонии 2016/17, однако в той кампании ни разу не вышел на поле и лишь один раз попал в число запасных. Всего в основной команде «Таммеки» провёл 5 сезонов, сыграл 125 матчей и забил 8 голов в высшем дивизионе.
В начале 2022 года перешёл в таллинскую «Флору». Первый матч за клуб сыграл 2 марта 2022 года против «Таммеки», заменив на 82-й минуте Мартина Миллера.
Выступал за сборные Эстонии младших возрастов, провёл более 40 матчей. По состоянию на 2022 год был капитаном сборной 21-летних.